# Diramatore Alto Novarese
Il diramatore Alto Novarese (DAN) è un canale artificiale che scorre nella provincia di Novara.
Fu costruito nella parte iniziale contemporaneamente al canale Regina Elena. Successivamente è stato ampliato e prolungato dall'associazione d'irrigazione Est Sesia, entrando completamente in funzione solamente nel 1981.
L'Alto Novarese ha una portata media di 25 m³/s che consente di integrare le acque del canale Cavour ad est della Sesia, dopo il suo passaggio nella pianura vercellese. Inoltre permette di estendere l'irrigazione dell'alta pianura asciutta novarese.

## Percorso

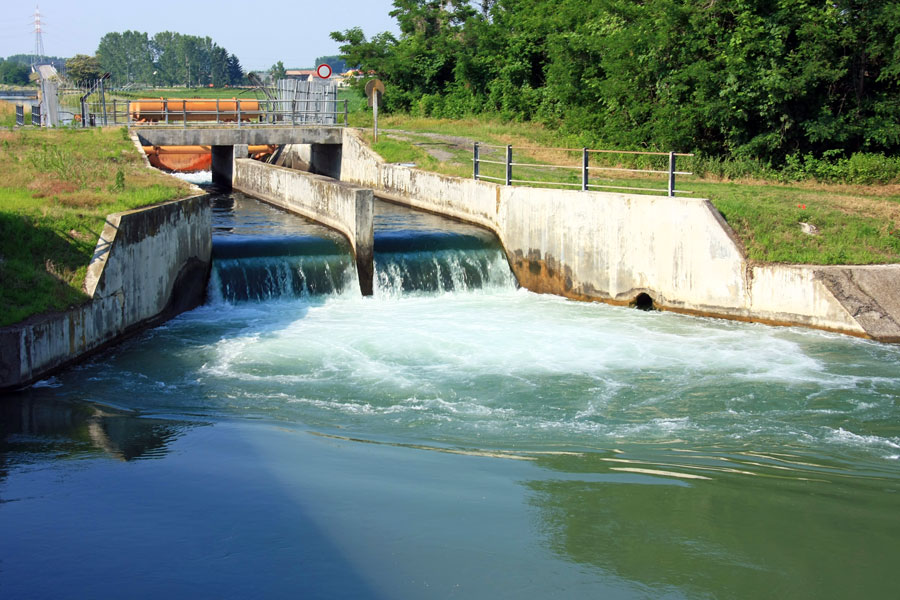
Lo scaricatore nel canale Cavour

Si origina dal canale Regina Elena a sud del comune di Bellinzago Novarese, vicino alla frazione di Cavagliano; qui entra in una galleria lunga 781 metri che gli permette di superare la collina argillosa sulla quale vi è proprio Cavagliano. Successivamente percorre diagonalmente tutta la provincia con direzione sud-ovest; presso Caltignaga supera i torrenti Terdoppio e Agogna tramite delle botti a sifone. A sud di Briona, in frazione San Bernardino, supera la roggia Mora-Strona tramite un ponte canale.

Termina infine il suo corso nel canale Cavour a Recetto, poco a valle del passaggio di quest'ultimo sotto al fiume Sesia, dopo aver percorso 21 chilometri. Prima dell'entrata del diramatore nel canale Cavour, negli ultimi anni, è stato costruito un manufatto idraulico che consente il sussidio con le acque del Lago Maggiore al cavo Montebello, per l'approvvigionamento della zona posta a sud di Borgo Vercelli.